# Pete Patterson
James Peter „Pete“ Patterson (* 4. Januar 1957 in Sun Valley, Idaho) ist ein ehemaliger US-amerikanischer alpiner Skirennläufer.
Patterson trat im Januar 1976 erstmals im alpinen Skiweltcup an und belegte in der Kombination im österreichischen Kitzbühel den fünften Rang. Bei den folgenden Olympischen Winterspielen in Innsbruck, Österreich belegte er im Abfahrtsrennen den elften Platz.
Sein größter sportlicher Erfolg war der Gewinn der Bronzemedaille bei den Weltmeisterschaften 1978 im bayerischen Garmisch-Partenkirchen in der Kombination. Im Riesenslalom konnte er den achten Platz erreichen. Zwischen 1978 und 1981 erreichte er im Weltcup vier weitere Top-10-Platzierungen. Die Olympischen Winterspiele 1980 in Lake Placid, USA beendete er mit einem fünften Rang im Abfahrtslauf.
Nach dem Ende seiner sportlichen Karriere kehrte Patterson in seine Heimat Idaho zurück. Dort arbeitete er als Bergführer. Mit seiner Frau gründete er ein Reiseunternehmen für Heliskiing und Trekking in Nepal. Seine Schwester Susan Patterson war ebenfalls alpine Skirennläuferin.